# 朱厄爾縣 (堪薩斯州)
朱厄爾县（英語：Jewell County，簡稱JW）是美國堪薩斯州北部的一個縣，北鄰內布拉斯加州。面積2,368平方公里。根據美國2000年人口普查，共有人口3,791人。縣治曼凱托（Mankato）。
成立於1867年2月26日，1870年縣政府成立。縣名紀念在美國內戰中陣亡軍官劉易斯·R·朱厄爾（Lewis R. Jewell）。